# Sefora (nome)
Sefora  è un nome proprio di persona italiano femminile.

## Varianti
- Femminili: Zippora
- Maschili: Sefor[1], Zippor

### Varianti in altre lingue
- Arabo: صِفُّورَةَ (Ṣaffūrah, Safûra, Safura)[2]
- Azero: Səfurə[2], Sippora[3]
- Ebraico: צִפּוֹרָה (Tzipporah, Tziporah, Tzipora)[4]
  - Maschili: Tzippor[5]
- Finlandese: Sippora
- Francese: Séphora
- Greco biblico: Σεπφωρα (Sepphora)[4]
- Greco moderno: Σεπφώρα (Sepfōra)

- Inglese: Zipporah[4]
  - Maschili: Zippor[5]
- Latino: Seffora[4], Sephora[1]
  - Maschili: Sephor[1]
- Polacco: Sefora, Cyppora
- Portoghese: Zípora
- Spagnolo: Séfora
- Turco: Sippora
- Ungherese: Cippóra

## Origine e diffusione

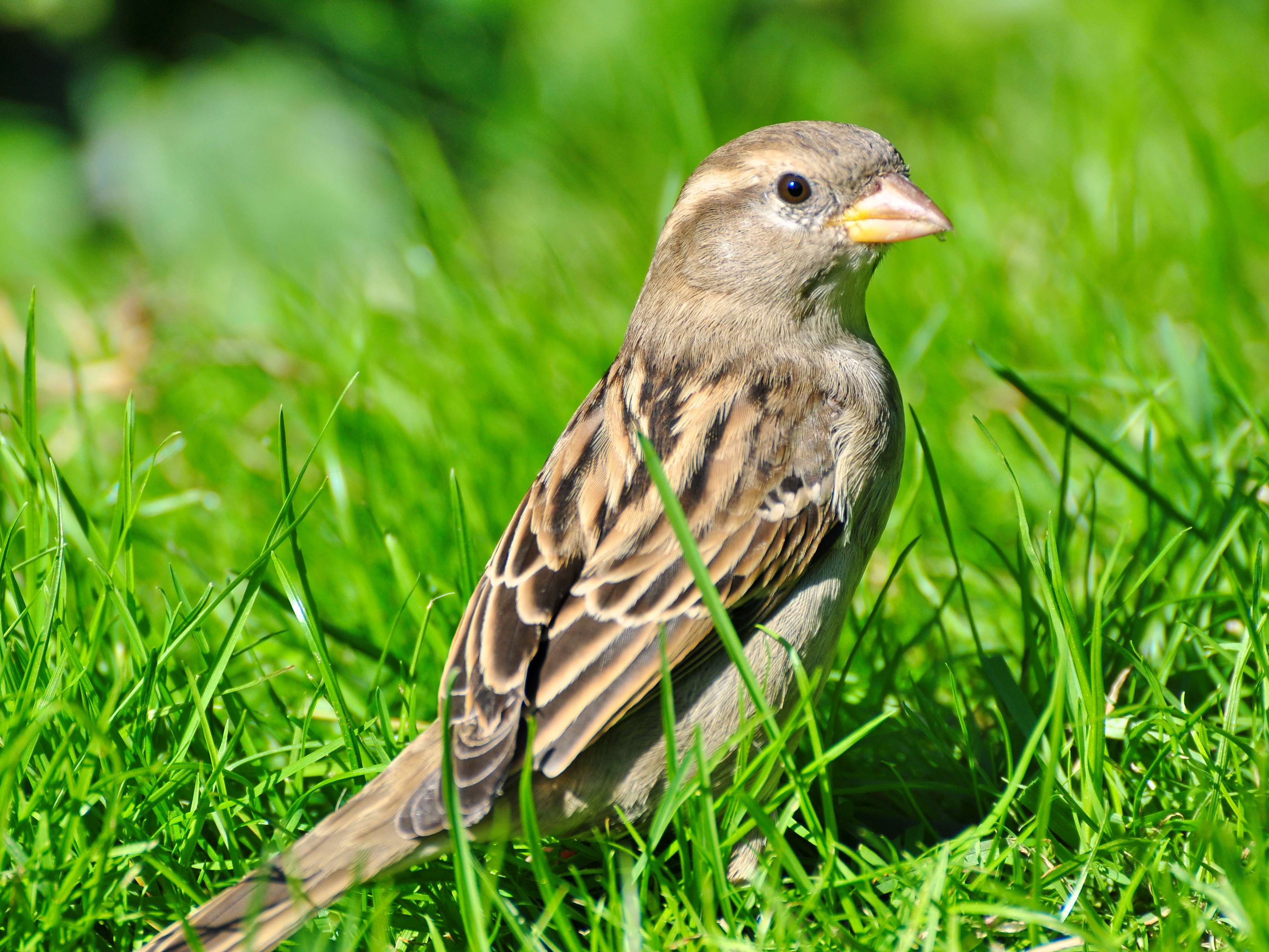
Una femmina di passero

È la forma femminile di un termine ebraico usato per indicare piccoli uccelli, specialmente i passeri o le rondini (da una radice araba col significato di "cinguettare"); al femminile ha anche la valenza di "bella".
È un nome affettivo di tradizione biblica, portato da un personaggio dell'Antico Testamento, Sefora, la moglie di Mosè. È presente nelle Scritture anche al maschile, dove Zippor è il padre del re di Moab Balak (Nu 22:2,10,16).

## Onomastico
Essendo un nome privo di santa patrona, cioè adespota, l'onomastico si festeggia ad Ognissanti, il 1º novembre.

## Persone

### Varianti
- Səfurə Əlizadə, cantante e sassofonista azera
- Tzipora Malka Livni, vero nome di Tzipi Livni, politica, avvocato e agente segreta israeliana
- Tzipora Obziler, tennista israeliana
- Zippora De Brauwer, conosciuta semplicemente come Zippora, cantante belga